# Clinton Hill
Clinton Hill, född den 19 april 1980, är en australisk friidrottare som tävlar i kortdistanslöpning.
Hills genombrott kom när han vid Universiaden 2001 blev silvermedaljör på 400 meter på tiden 45,63. Han var även i final vid Samväldesspelen 2002 och slutade då åtta på 400 meter. Vid VM 2003 blev han utslagen i semifinalen på 400 meter.
Hill deltog vid Olympiska sommarspelen 2004 där han blev utslagen redan i försöken på 400 meter. Han deltog tillsammans med John Steffensen, Mark Ormrod och Patrick Dwyer i stafetten över 4 x 400 meter där de slutade på en silverplats efter USA.
Han deltog även vid Samväldesspelen 2006 där han blev utslagen i semifinalen på 400 meter. Emellertid blev han guldmedaljör i stafetten över 4 x 400 meter. 

## Personliga rekord
- 400 meter - 45,06